# グレッグ・オズビー
グレッグ・オズビー（Greg Osby、1960年8月3日 - ）は、とても個性的な演奏スタイルと作曲で知られるアメリカ合衆国のサクソフォーン奏者である。

## 略歴
ミズーリ州セントルイスに生まれたオズビーはハワード大学で学び、それからバークリー音楽大学に学んだ。オズビーの主な楽器はアルト・サクソフォーンだが、ソプラノ・サクソフォーンも演奏することがある。1985年から1991年までジャック・ディジョネットのグループ、スペシャル・エディションで演奏し、ジム・ホールやアンドリュー・ヒルなど、多くの伝説的なミュージシャンに囲まれてレコーディングを行った。ジェリ・アレン、スティーヴ・コールマン、ゲイリー・トーマス、カサンドラ・ウィルソンとともに、彼は「M-BASEコレクティヴ」の創設メンバーとなった。
1980年代に、JMTレコードのために自分の名前でアルバムをレコーディングするようになり、1990年代にはブルーノート・レコードでレコーディングを行った。2000年代になると、自らのレーベル「Inner Circle Music」を設立した。『Further Ado』『Zero』『Banned in New York』『Symbols of Ligh』を含む1990年代のオズビーのほとんどのアルバムや、バンドに弦楽四重奏を追加したダブル・カルテットにも参加した、若手ピアニストのジェイソン・モランを世に送り出している。
彼はまた、フィル・レッシュ・アンド・フレンズと共演し、グレイトフル・デッドの後継バンドであるザ・デッドとのツアーを行った。彼は『PLAYBOY』誌の2009年3月号でジャズ・アーティスト・オブ・ザ・イヤーに指名された。

## ディスコグラフィ

### リーダー・アルバム
- 『グレッグ・オズビー・アンド・サウンド・シアター』 - Greg Osby and Sound Theatre (1987年、JMT)
- 『マインドゲームズ』 - Mindgames (1988年、JMT)
- 『シーズン・オブ・リニューアル』 - Season of Renewal (1989年、JMT)
- 『マン・トーク・フォー・モダーンズ』 - Man-Talk for Moderns Vol. X (1991年、Blue Note)
- 『3-Dライフスタイルズ』 - 3-D Lifestyles (1993年、Blue Note)
- 『ブラック・ブック』 - Black Book (1995年、Blue Note)
- 『アート・フォーラム』 - Art Forum (1996年、Blue Note)
- 『ファーザー・アド』 - Further Ado (1997年、Blue Note)
- 『ZERO』 - Zero (1998年、Blue Note)
- Banned in New York (1998年、Blue Note) ※ライブ
- Friendly Fire (1999年、Blue Note) ※with ジョー・ロヴァーノ
- 『ブルーノート・ニュー・ディレクションズ』 - New Directions (2000年、Blue Note) ※with Stefon Harris、Jason Moran、Mark Shim
- The Invisible Hand (2000年、Blue Note) ※With Gary Thomas、Andrew Hill、Jim Hall、Scott Colley、Terri Lyne Carrington
- Symbols of Light (A Solution) (2001年、Blue Note)
- Inner Circle (2002年、Blue Note)
- St. Louis Shoes (2003年、Blue Note)
- 『パブリック』 - Public (2004年、Blue Note) ※ライブ
- Channel Three (2005年、Blue Note)
- 9 Levels (2008年、Inner Circle Music)

### 参加アルバム
フランコ・アンブロゼッティ
- 『ムービーズ・トゥー』 - Movies Too (1988年、Enja)
- 『ミュージック・フォー・シンフォニー・アンド・ジャズ・バンド』 - Music for Symphony and Jazz Band (1991年、Enja)

セシル・ブルックスIII
- The Collective (1989年、Muse)

ユリ・ケイン
- 『サイファー・シンタックス』 - Cipher Syntax (1989年、JMT) ※ストラタ・インスティテュート名義
- The Goldberg Variations (2000年、Winter & Winter)

スティーヴ・コールマン
- 『ドロップ・キック』 - Drop Kick (1992年、Novus)

ロビン・ユーバンクス
- 『カーマ』 - Karma (1991年、JMT)

ゲイリー・トーマス
- 『バイ・エニー・ミーンズ・ネセサリー』 - By Any Means Necessary (1989年、JMT)
- Pariah's Pariah (1998年、Winter & Winter)

アンドリュー・ヒル
- 『エターナル・スピリット』 - Eternal Spirit (1989年、Blue Note)
- 『さよならは言わない』 - But Not Farewell (1991年、Blue Note)

ジェイソン・モラン
- 『ヒューマン・モーション』 - Soundtrack to Human Motion (1999年、Blue Note)

ティネカ・ポスマ
- Sonic Halo (2014年、Challenge Records)